# Centralia (Kansas)
Centralia – miasto w Stanach Zjednoczonych, w stanie Kansas, w hrabstwie Nemaha.